# إل. نيلسون بيل
إل. نيلسون بيل (بالإنجليزية: L. Nelson Bell)‏ هو طبيب أمريكي، ولد في 30 يوليو 1894 في فرجينيا في الولايات المتحدة، وتوفي في 2 أغسطس 1973 في كارولاينا الشمالية في الولايات المتحدة.